# Jasper Stadum
Jasper Stadum (født 19. april 1976 i Skagen) er en dansk journalist, der fra december 2006 til februar 2019 var ansat hos TV 2 Sporten, hvor han primært arbejdede med cykelsport. Han er i dag ansat hos kommunikationsbureuet Cadpeople.

## Karriere
Fra 1983 til 1992 gik Jasper Stadum i folkeskole på den nu nedlagte Kappelborgskolen i Skagen. Derefter begyndte han på Frederikshavn Gymnasium og HF, hvor han i 1996 dimitterede som matematisk student. I 1997 blev han optaget på Danmarks Journalisthøjskole, hvor han i 2001 blev uddannet journalist.
Efter endt uddannelse arbejdede Stadum frem til 2004 som freelance journalist for TV2 Østjylland og DR Sporten, samtidig med at han var web-editor hos TV2 Nord.
I 2004 blev arbejdspladsen TV 2 Danmarks hovedsæde i Odense, hvor han blev webredaktør på charlie.tv2.dk, samt redaktionel leder af Sputnik.dk. I december 2006 blev han tilknyttet TV 2’s sportsredaktion, hvor han siden 2007 blandt andet har været i Frankrig hvert år under Tour de France, som udsendt reporter fra start- og målområderne.
Stadum blev i januar 2013 valgt til tillidsrepræsentant for kollegaerne som er medlem af Dansk Journalistforbund.
I februar 2019 meddelte Jasper Stadum at han havde opsagt sin stilling hos TV 2, for at tiltræde hos kommunikationsbureuet Cadpeople i Aarhus, hvor arbejdsområdet blev digital læring.

## Privat
Jasper Stadum er bosat i Skanderborg med hustru og børn. Ægteskabet blev indgået 17. august 2013 i Skagen.
I august 2009 blev han frivillig på Smukfest, hvor han siden 2016 har været formand for en bar, med ansvaret for 85 andre af festivalens frivillige.